# میکلانجلو آلبرتازی
میچلانجلو آلبرتازی (ایتالیایی: Michelangelo Albertazzi؛ زادهٔ ۷ ژانویهٔ ۱۹۹۱) یک بازیکن فوتبال اهل ایتالیا است.